# Liste der Denkmäler in Hilden
Diese Seite gibt einen Überblick über Denkmäler in Hilden, also über Bauwerke, Skulpturen, Plastiken und dergleichen im Stadtgebiet von Hilden, die an bestimmte Personen, Personengruppen oder Ereignisse erinnern.
- Kunstwerke, die nicht dem Gedenken an bestimmte Personen, Personengruppen oder Ereignisse dienen, sind unter Kunstwerke im öffentlichen Raum in Hilden zu finden.
- Objekte, die unter Denkmalschutz stehen und daher ebenfalls als Denkmäler bezeichnet werden, sind in der Liste der Baudenkmäler in Hilden zu finden.

| Foto           | Name                                    | Standort Lage                                                                                   | Künstler                     | Datierung | Beschreibung |
| -------------- | --------------------------------------- | ----------------------------------------------------------------------------------------------- | ---------------------------- | --------- | --- |
|                | Gefolgschaftstreue                      | Am Rathaus 20 51° 10′ 13,8″ N, 6° 56′ 15,7″ O                                                   | Emil Jungblut (1888–1955)    | 1939      | Auf der Itterseite des Wohnparks Mühlenstraße erinnert dieses naturalistische Denkmal an Berta Bruchhausen, die letzte Meisterin in der Zwirnerei der Textilfabrik Kampf & Spindler, wo sie über 40 Jahre gearbeitet hat. Berta Bruchhausen fing als eines der vielen ungelernten Mädchen dort einst an. In ihrer linken Hand hält sie eine Haspel, auf die ihr ernster Blick gerichtet ist. Von den Schuhbändern über die Gesichtszüge bis hin zur Schleife des Arbeitskittels hat Emil Jungblut die Details naturgetreu dargestellt. Paul Spindler (1872–1949) ließ das Bronzedenkmal im Mai 1939 anlässlich seines 50. Arbeitsjubiläums erstellen. Das Denkmal stand früher auf einem Ehrenplatz in erhöhter Position an der zur Hofstraße gelegenen Lagerfassade. Berta Bruchhausen starb am 28. November 1965 im Alter von 85 Jahren. |
|                | Lievenstein                             | Elberfelder Straße, Stadtwald 51° 10′ 44,4″ N, 6° 57′ 36,2″ O                                   | Hilde Viering (1898–1981)    | 1929      | Denkmal für Wilhelm Ferdinand Lieven, den Stifter des Hildener Stadtwaldes. Ein von dem Hildener Textilfabrikanten Paul Spindler gestifteter ca. 6 Tonnen schwerer Findling wurde von der in Benrath lebenden Künstlerin Hilde Viering zu einem Gedenkstein hergerichtet. Die Aufstellung des Steins erfolgte am 15. Mai 1929. |
| weitere Bilder | Kriegerdenkmal                          | Elberfelder Straße, am Fuchsberg im Stadtwald, Nähe Waldkaserne 51° 10′ 29,6″ N, 6° 57′ 29,9″ O |                              | 1936      | Zum Gedenken an die Gefallenen der Weltkriege |
|                | Lieveneiche                             | Elberfelder Straße, Stadtwald 51° 11′ 49,4″ N, 6° 57′ 24,1″ O                                   |                              |           | Zum Gedenken an den Stifter des Stadtwaldes Wilhelm Ferdinand Lieven wurde eine bereits über 100 Jahre alte Eiche zum Naturdenkmal erklärt und mit dem Namen Lieveneiche versehen. |
|                | Der letzte Handweber                    | Hochdahler Straße 84, Ecke Berliner Straße 51° 10′ 15,8″ N, 6° 56′ 25″ O                        | Rudolf Zieseniss (1883–1959) | 1929      | In der Mitte des 19. Jahrhunderts hielt die Technik Einzug und der Untergang der Handweberei war nicht mehr aufzuhalten. Carl Hasbach war der letzte Hildener Handweber. Er lieferte 1913 sein letztes zu Hause gefertigtes Werkstück bei der Firma Kampf & Spindler ab. Er wurde von allen Seiten fotografiert. Die Fotos dienten als Vorlagen für das Bronzedenkmal. Pfeife rauchend, angetan mit dem guten Rock, den Warenbaum mit dem daran hängenden Bobinensack geschultert. Die Bronze-Plastik war zunächst 1929 vor dem Verwaltungsgebäude der Firma Kampf & Spindler an der Klotzstraße aufgestellt worden. (heute Hotel am Stadtpark). Als das Unternehmen Spindler 1970 aufgelöst wurde, zog die Statue zunächst zum Pförtnerhaus der ehemaligen Färberei des Betriebs an der Walder Straße um (heute Itterpark). Nun steht das Denkmal an der Kreuzung Berliner Straße/Hochdahler Straße. Hier befand sich früher ein weiterer Betriebsteil der Firma Spindler. Einige Teile der an der Berliner Straße, hier früher Mühlenstraße, verlaufenden Mauern stammen noch von den alten Fabrikgebäuden. - Stadtmarketing Carl Hasbach |
|                | Gedenkstein an die Opfer des NS-Regimes | Stadtpark, hinter der Stadthalle 51° 9′ 59,3″ N, 6° 55′ 44,4″ O                                 |                              | 1980      | Den gemordeten Jüdischen Bürgern, Den Antifaschistischen Widerstandskämpfern, Den wegen Ihres Glaubens von 1933 bis 1945 Verfolgten zum Gedenken – Den Lebenden zur Mahnung! Stadt Hilden Der Gedenkstein wurde am 8. November 1980 von der damaligen Bürgermeisterin Ellen Wiederhold enthüllt. Foto vom 9. November 2012 zur Gedenkstunde der Pogromnacht |
|                | Kreuz für anonym Beerdigte              | Kirchhofstraße 61, Hauptfriedhof 51° 9′ 56,4″ N, 6° 56′ 24,1″ O                                 |                              |           | |
|                | Gedenkstein Schützen                    | Kirchhofstraße 61, Hauptfriedhof 51° 9′ 53,1″ N, 6° 56′ 29,5″ O                                 |                              |           | Gedenkstein für die im Ersten Weltkrieg gefallenen Schützen des St. Sebastianus-Schützenvereins Hilden |
|                | Gedenkstein Wohlau                      | Kirchhofstraße 61, Hauptfriedhof 51° 9′ 20,5″ N, 6° 56′ 29,4″ O                                 |                              | 1974      | |
|                | Luthereiche                             | Kirchhofstraße, Ecke Heiligenstraße 51° 9′ 55,8″ N, 6° 56′ 20″ O                                |                              | 1933      | Zum Gedenken an den 450. Geburtstag Martin Luthers (1483–1546) wurde am 19. November 1933 diese Eiche gepflanzt. |
|                | Wilhelm Fabry (1560–1634)               | Mittelstraße 66, Markt 51° 10′ 6,2″ N, 6° 55′ 58,4″ O                                           | Arnold Künne (1866–1942)     | 1911      | Mit dieser Bronze-Büste des Berliner Bildhauers Arnold Künne setzte die Stadt dem Wundarzt und Wegbereiter der modernen Chirurgie, Wilhelm Fabry, ein Denkmal. Dass Künne bei seiner naturalistischen Darstellung auf einen Stich als Vorlage zurückgreifen musste, zeigt sich vor allem in der ausgesparten Mundpartie. Die Bronzebüste von hat bereits sechs Mal den Standort gewechselt. Seit 1986 steht sie neben der Reformationskirche an den Treppen zwischen Mittelstraße und Markt.*Der Wanderchirurg- |
|                | Leo Meyer (1891–1953)                   | Mittelstraße 91, Markt 51° 10′ 6,1″ N, 6° 55′ 57,9″ O                                           |                              | 2023      | Die neben der Sakristei der Reformationskirche aufgestellte Bronze-Stele erinnert an den in Hilden geborenen jüdischen Getreide- und Futtermittelhändler Leo Meyer, der 1917 während des Ersten Weltkriegs als Ortskommandant in Oostmalle (Flandern) mit eigenen Mitteln die Not von nach dort deportierten Franzosen linderte. |
|                | Der Gerber                              | Mühlenstraße 7 51° 10′ 10,1″ N, 6° 56′ 15,4″ O                                                  | Olaf Höhnen (1933–2009)      | 1986      | In Lebensgröße beugt sich ein Gerber mit seinem Schabemesser über ein aufgespanntes Fell. Mit dem dargestellten Arbeitsvorgang korrespondiert die unebene, grob modellierte Oberfläche der Bronze-Plastik, die bei aller Naturtreue den Schaffensprozess des Bildhauers Olaf Höhnen vergegenwärtigt. Die Plastik in einem kleinen Rondell an der Mühlenstraße erinnert an die früher auf dem Gelände befindlichen Lederfabriken J. H. Stürmer und Max Jüntgen, in denen seit 1860 über 120 Jahre lang Leder gegerbt wurde. Erläuterungen finden sich auf zwei Kanaldeckeln vor der Plastik. |
|                | Gedenktafel 1000 Jahre Hilden           | Schwanenstraße 17, Haus auf der Bech 51° 10′ 7,3″ N, 6° 55′ 53,6″ O                             |                              | 1985      | Mit der im Jahr 1985 gestifteten Gedenktafel erinnern die Hildener Bürgervereine an die erste urkundliche Erwähnung Hildens durch den Kölner Erzbischof Anno II., aus der hervorgeht, dass Hilden bereits im Jahr 985 bestanden hat. |
|                | Gedenkstein 1000 Jahre Hilden           | Warringtonplatz 51° 10′ 4,5″ N, 6° 56′ 2,8″ O                                                   |                              | 1985      | Mit dem Gedenkstein gratulierte die englische Partnerstadt Warrington der Stadt Hilden im Jahr 1985 zu ihrem 1000-jährigen Bestehen. |